# Yttre Hebridernas herrlandslag i fotboll
Yttre Hebdridernas herrlandslag i fotboll representerar Yttre Hebriderna i fotboll på herrsidan. Man är inte med i Fifa eller Uefa. Däremot i International Island Games Association, och kan delta i Internationella öspelen.